# 于琛澂
于 琛澂（う ちんちょう）は、中華民国・満州国の軍人。北京政府奉天派の軍人で、後に満州国に転じた。字は険洲、険舟。祖籍は山東省蓬莱県。于深澂（う しんちょう）と表記する例もある。 

## 事績

### 奉天派での活動
北洋陸軍速成学堂第3期騎兵科を卒業し、1908年（光緒34年）冬から、黒竜江省で軍務に就いた。1917年（民国6年）に団長まで昇進し、1918年（民国7年）6月15日に陸軍騎兵上校銜を、1920年（民国9年）3月23日に陸軍騎兵上校位を授与されている。同年7月7日、病気により黒竜江省陸軍騎兵第1旅第2団団長を辞職したが、11月には吉林省へ転勤した。
1922年（民国11年）6月、于琛澂は、暫編吉林陸軍第1旅旅長に昇進した。翌月、第3混成旅旅長となり、翌年1月、東三省陸軍歩兵第10旅旅長兼吉林剿匪司令に任ぜられた。1925年（民国14年）、東北陸軍第16師師長に昇進し、1927年（民国16年）、呉俊陞率いる安国軍第6方面軍に属している。翌年6月に奉天派が敗北し、張作霖爆殺事件が起きると、張学良は奉天派の軍縮・再編に取り掛かった。しかし于琛澂は、その際に軍職から罷免されてしまった。

### 満州国での活動
1932年（民国21年）1月、于琛澂は満州国建国に参加し、吉林剿匪司令に任ぜられた。翌月、ハルビンを攻め落としている。3月に満州国が正式に成立すると、東省鉄路護路軍副司令に任命された。翌年に総司令に昇格し、依蘭地区警備司令も兼ねた。1934年（康徳元年）7月、第4軍管区司令官兼北満鉄路護路軍総司令となっている。翌年、第1軍管区司令官に異動し、陸軍上将銜を授与された。1937年（康徳4年）3月、奉天地区警備司令部司令官を兼任し、7月1日には三江省省長も兼ねた。
1939年（康徳6年）4月、于琛澂は治安部大臣に任命され、陸軍上将に昇進した。1942年（康徳9年）6月10日、満洲国特使として蒙古自治邦政府を訪問し、主席のデムチュクドンロブ（徳王）と会見した。同年9月28日、満洲国の大規模な人事異動に伴い、治安部大臣を辞任、翌29日に張海鵬・于芷山と共に軍事諮議官に任命された。この異動については、于琛澂が過度の飲酒により関東軍高官の前で失態を犯したことが原因との指摘もある。1944年（康徳11年）、病没。享年58。